# مايباخ
مايباخ Maybach (بالألمانية: maɪbax) هي شركة سيارات ألمانية والموجودة اليوم كجزء من مرسيدس بنز.
تأسست الشركة الأصلية في عام 1909 على يد فيلهلم مايباخ وابنه، وكانت في الأصل شركة تابعة لشركة لوتشيفباو زبلاين، وكانت تُعرف باسم لوفتفارزيُغ موتور نابو حتى عام 1999.
في عام 1960، استحوذت شركة دايملر بنز على مايباخ. عاد الاسم كعلامة تجارية مستقلة للسيارات فائقة الفخامة في عام 2002، حيث شارك مكونات مهمة مع سيارات مرسيدس-بنز. بعد المبيعات البطيئة، توقفت مايباخ عن كونها علامة تجارية قائمة بذاتها بحلول عام 2013، وأصبحت (في عام 2015) علامة تجارية فرعية لمرسيدس-بنز المملوكة لشركة دايملر إيه جي. اعتباراً من عام 2018، تنتج دايملر نسخة فائقة الفخامة من الفئة مرسيدس-بنز-أس كلاس تحت اسم مرسيدس مايباخ.

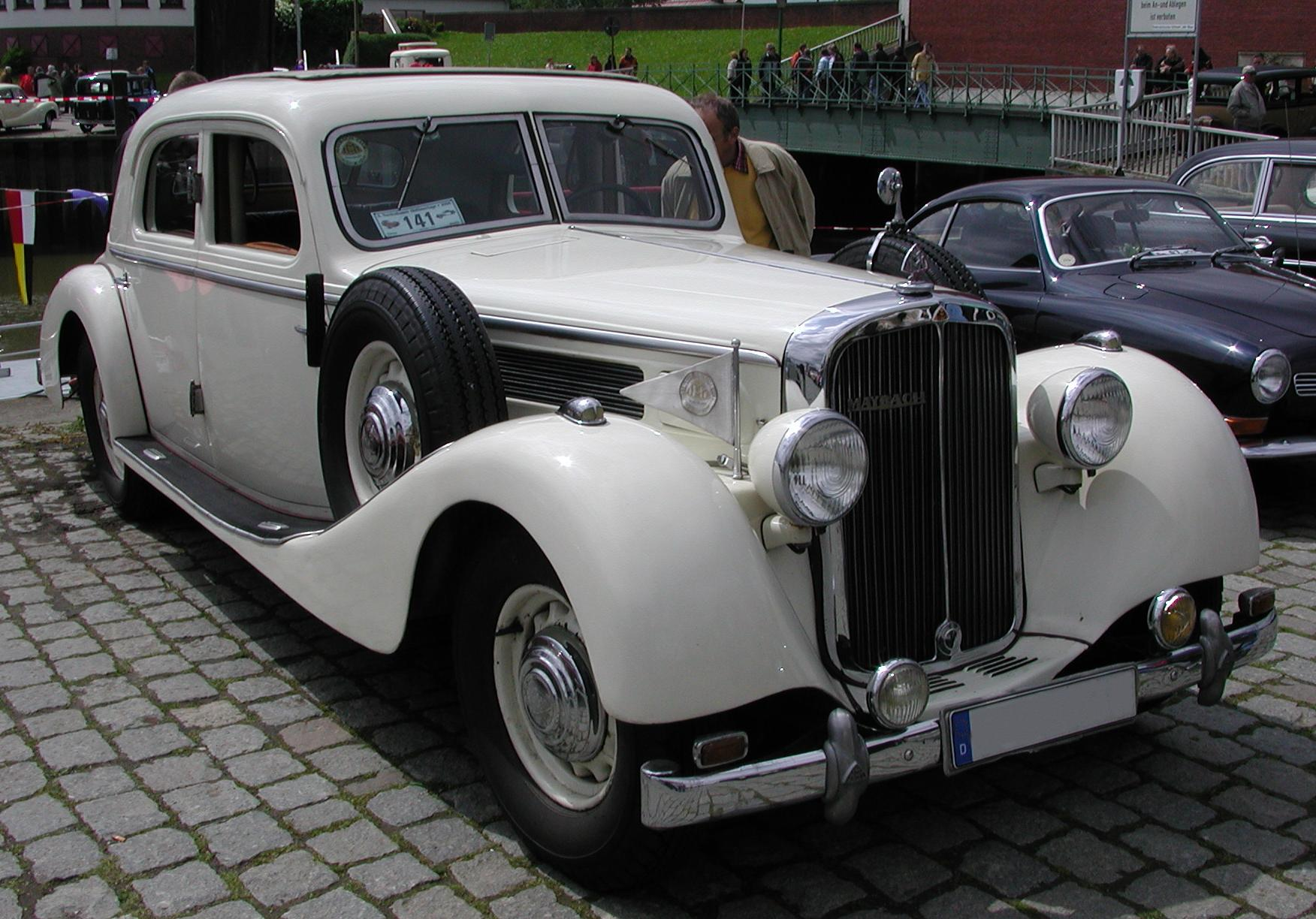
الجيل الأول \ مايباخ ليموزين (1939)

## 1909-1940

### التاريخ المبكر
كان فيلهلم مايباخ المدير الفني لشركة شركة دايملر غازلشفت للسيارات حتى مغادرته عام 1907. في 23 مارس 1909، أسس الشركة الجديدة لوفتفارزوغ  موتورناب (حرفياً «شركة بناء محركات الطائرات») مع ابنه كارل مايباخ كمدير.
في عام 1912، أعادوا  تسميتها إلى - مايباخ - موتورنباو (حرفياً «شركة مايباخ لصناعة المحركات»). قامت الشركة في الأصل بتطوير وتصنيع محركات الديزل والبنزين ل زبلاين، ثم عربات السكك الحديدية. تم استخدام مايباخ إم بي في الطائرات والمطارات في الحرب العالمية الأولى.
قامت الشركة ببناء سيارة تجريبية لأول مرة في عام 1919، وتم تقديمها كنموذج إنتاج بعد ذلك بعامين في معرض برلين للسيارات. بين عامي 1921 و1940، أنتجت الشركة مجموعة متنوعة من السيارات الفخمة، والتي تعتبر الآن كلاسيكيات. كما واصلت الشركة تصنيع محركات ديزل للخدمة الشاقة للأغراض البحرية والسكك الحديدية.
كان لدى مايباخ شركة فرعية بريطانية، مايباخ جيرس ليميتد، متخصصة في علب التروس. في عام 1938، وبالتعاون مع الدكتور هنري ميريت، أنتجوا علبة تروس ونظام توجيه - «ميريت مايباخ» - لتصميم خزان نوفيلد كرويسر أي 16 إي الفاشل.[بحاجة لمصدر][بحاجة لمصدر]

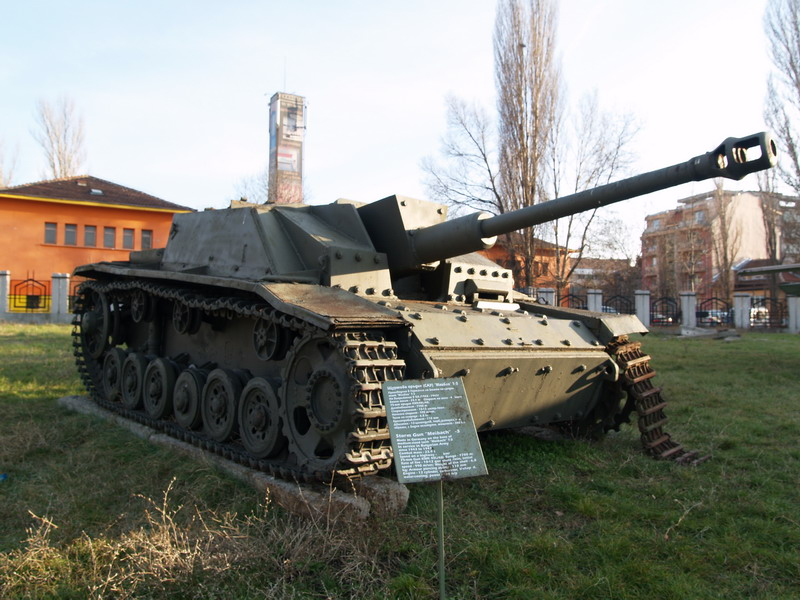
تم التقاط بندقية هجومية من طراز ستورمجيشوتز 3، مشتقة من الدبابة المتوسطة بانزر 3، والتي صنعها أيضاً مايباخ، في المتحف الوطني البلغاري للتاريخ العسكري

## 1940-1945
خلال الحرب العالمية الثانية، أنتجت مايباخ محركات معظم دبابات والعربات نصف المجنزرة لألمانيا النازية. وشمل ذلك تقريباً جميع محركات دبابات المنتجة من طرازات بانزار 1 و2 و3 و4 و5 وتايغر 1 و2 (مايباخ إتش إل230) والدبابات الثقيلة الأخرى: وكذلك محركات نصف المسارات مثل (Sd.Kfz.251) ناقلة أفراد وناقلات رئيسية مثل (Sd.Kfz.9). كان مصنع المحركات أحد الصناعات العديدة المستهدفة في فريدريشهافن.[بحاجة لمصدر]
بعد الحرب العالمية الثانية، أجرى المصنع بعض أعمال الإصلاح، ولكن لم يعد لإنتاج السيارات، وبعد حوالي 20 عاماً، تم تغيير اسم الشركة إلى فريدريشهافين أم يو تي. قامت شركة دايملر بنز بشراء الشركة في عام 1960. بعد عام 1960، كانت الشركة تستخدم بشكل أساسي في صنع إصدارات خاصة من سيارات مرسيدس في مجموعة طرازات W108 وW116، والتي تم تصنيعها يدوياً تقريباً. ومع ذلك، حملت هذه السيارات شارة المرسيدس والأرقام التسلسلية.

## 1960
تستخدم شركة رولز رويس باور سيستمز ايه جي، ومقرها فريدريشهافين، في تصنيع محركات الديزل مايباخ التجارية تحت العلامة التجارية أم يو تي من خلال فرعها فريدريشهافين أم يو تي.

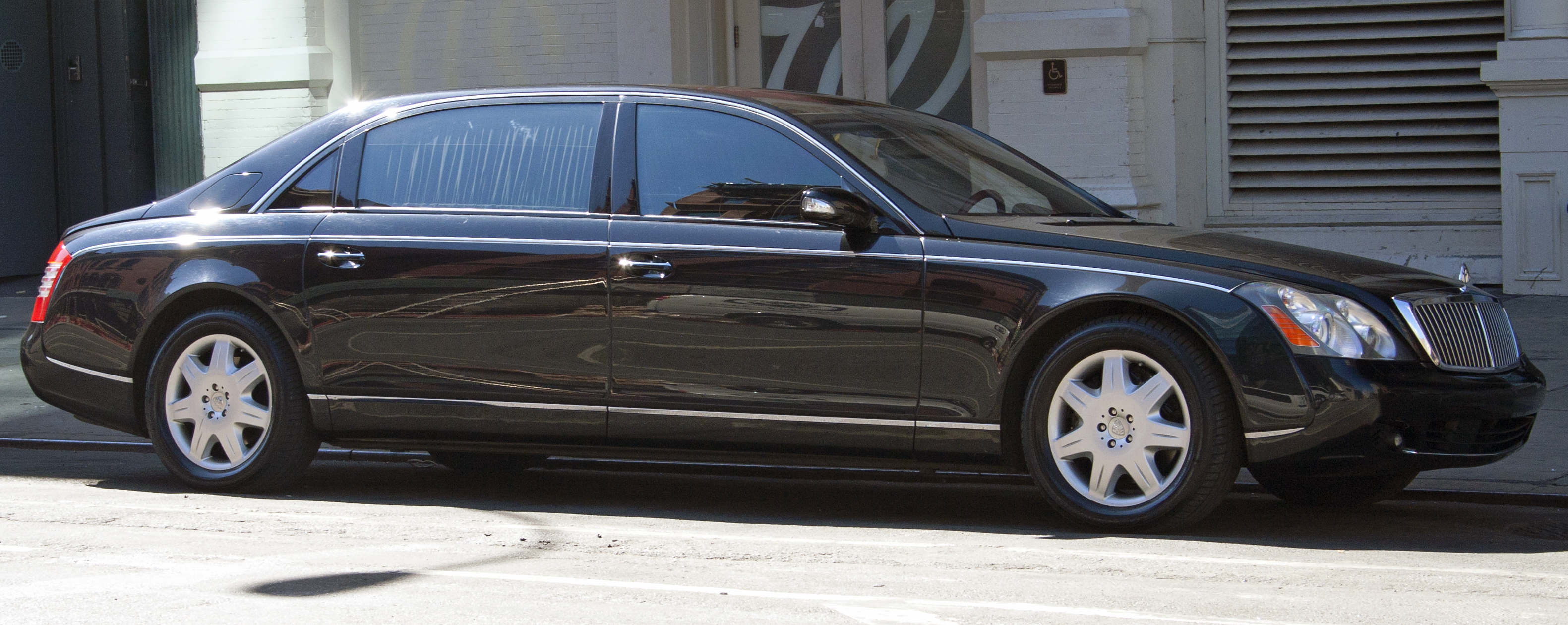
مايباخ 62

## 1997-2013

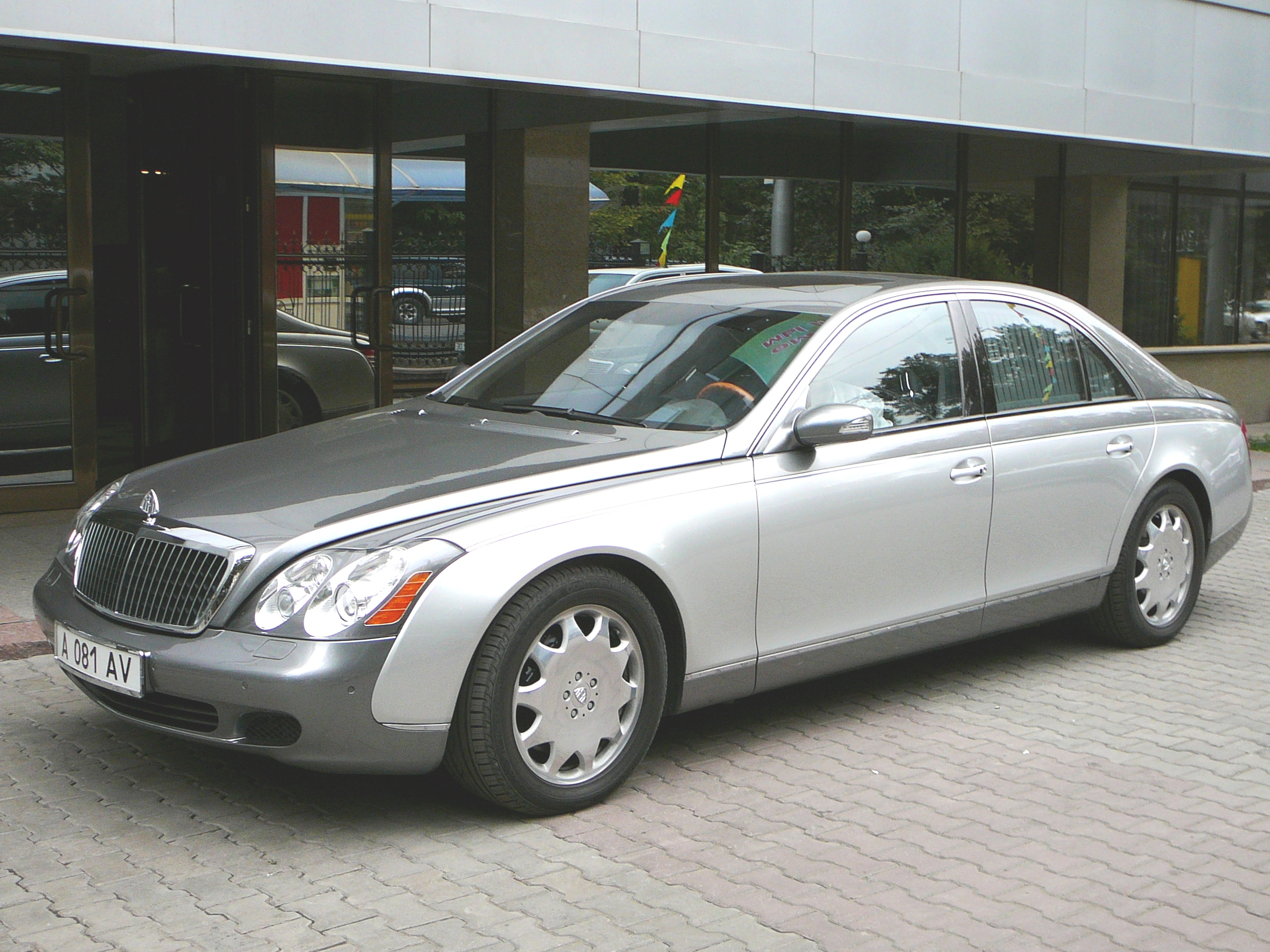
مايباخ في ألما-أتي

قدمت دايملر سيارة مفهوم فاخرة في معرض طوكيو للسيارات عام 1997. تم تقديم نموذج إنتاج يعتمد عليه في حجمين - مايباخ 57 ومايباخ 62، مما يعكس أطوال السيارات بالديسيمتر. في عام 2005 تمت إضافة 57أس، مدعوماً بمحرك ثنائي التوربو سعة 6.0 لتر V12 ينتج 450 كيلوواط (603 حصان) وعزم دوران يبلغ 1000 نيوتن متر (738 رطل قدم)، ويتميز بلمسات تجميلية متنوعة.
للترويج لخط مايباخ الجديد، شاركت مرسيدس-بنز شخصيات مثل وريث مايباخ أولريش شميد-مايباخ ولاعب الغولف نيك فالدو للعمل كسفراء للعلامة التجارية.
في البداية، توقعت شركة دايملر كرايسلر مبيعات سنوية تبلغ 2000 في جميع أنحاء العالم بنسبة 50 في المائة تأتي من الولايات المتحدة. ومع ذلك، فإن هذه التوقعات لم تتحقق أبداً.
في عام 2007، أعادت مرسيدس شراء 29 متجراً أمريكياً، مما قلل من العدد الإجمالي من 71 إلى 42. في عام 2010، تم بيع 157 سيارة مايباخ فقط في جميع أنحاء العالم، مقارنة بـ 2711 سيارة رولز رويس ذات الأسعار المماثلة. تم بيع 3000 فقط حول العالم منذ إحياء العلامة التجارية في عام 2002.
أعلنت دايملر في نوفمبر 2011 أن مايباخ ستتوقف عن كونها علامة تجارية بحلول 2013 وصنعت آخر سيارة مايباخ في ديسمبر 2012. كان هذا بسبب ضعف المبيعات.

### الإلغاء
مع ضعف المبيعات والأثر الكبير للأزمة المالية في 2007-2008، أجرت شركة دايملر مراجعة كاملة لقسم مايباخ، حيث اقتربت من أستون مارتن بتصميم وتصميم الجيل التالي من طرازات مايباخ جنباً إلى جنب مع الجيل التالي من لاجونداس وفقاً لأخبار السيارات، تم بيع 44 سيارة مايباخ فقط في الولايات المتحدة حتى أكتوبر 2011.

أشار مقال في فورتون إلى أن مرسيدس أضاعت فرصة شراء رولز رويس وبنتلي عندما كانا معروضين للبيع في التسعينيات:
«مرسيدس تراجعت وقررت أنها بحاجة إلى أن تكون في مجال الأعمال الفائقة الفخامة أيضاً، لكنها سارت وراءها بطريقة خرقاء بشكل ملحوظ.»
وذكرت كذلك أن طرازات مايباخ الأولى كانت تتمتع بديناميكيات قيادة ضعيفة مقارنة بمثيلاتها من رولز رويس وبنتلي:
«أخذت مرسيدس هيكلًا قديماً من الفئة أس ووضعت عليه جسماً ممدوداً بشكل سخيف... بدلاً من تطوير سيارة جديدة من العجلات إلى أعلى، كما فعلت بي إم دبليو مع رولز رويس، أو استخدم بذكاء دعائم طراز حالي مثل فولكس فاجن فايتون لسيارة بنتلي جديدة».
علاوة على ذلك، لم يتم الإعلان عن سيارات مايباخ على أنها مركبات يقودها المالك، حيث اعتقدت الشركة أن وسائل الراحة الفاخرة ستكون كافية لزيادة المبيعات، حتى أنهم أصروا على أن يركب صحفيو السيارات (الذين عادةً ما يختبرون قيادة السيارة) في المقعد الخلفي.
كان اقتراح آخر لنضالات مايباخ هو أن الشركة الأم ديملر قد فشلت في تمييزها عن علامتها التجارية مرسيدس بنز. في حين أن جميع الماركات الفخمة الثلاثة تشترك في المنصات والمحركات مع العلامات التجارية الفاخرة الأخرى من شركة السيارات الأم، تم بناء مايباخ جنباً إلى جنب مع سيارة السيدان الرائدة من مرسيدس-بنز الفئة أس كلاس، في حين يتم تجميع رولز رويس وبنتلي في إنجلترا (منفصلة عن الباقي  من مصانع إنتاج بي إم دبليو ومجموعة فولكس فاجن) وبالتالي تعتبر أكثر «حصرية». علاوة على ذلك، كان أصل مايباخ غير معروف فعلياً خارج ألمانيا، على عكس منافسيها البريطانيين الذين يتمتعون بشهرة عالمية منذ فترة طويلة. في الواقع، يستحضر التصميم الداخلي لـ رولز - رويس فانتوم لعام 2006 ذكريات سيارة من ثلاثينيات القرن العشرين، بينما لا يشير الجزء الداخلي من مايباخ 57 أس إلى تاريخ العلامة التجارية.
في نوفمبر 2011، أعلن ديتر زيتش، الرئيس التنفيذي لشركة دايملر، أن العلامة التجارية مايباخ ستتوقف عن الوجود في عام 2012، مما يفسح المجال لنماذج أخرى من مرسيدس بنز أس كلاس. كانت سيارات الليموزين مايباخ لا تزال تباع حتى عام 2013، ولكن بعد ذلك، لن يتم استخدام اسم «مايباخ» بعد الآن. في 14 أغسطس 2012، أعلنت الشركة الأم دايملر أي جي التوقف الرسمي عن مايباخ من خلال إصدار ورقة أسعار رسمية لوقف 57 مايباخ و 57أس و62 وأس62 ولاند أولت في 17 ديسمبر 2012، كما تم تصنيع آخر سيارة مايباخ في شيندلفينجن.

## 2015

### 2015 إلى الوقت الحاضر

#### إحياء
أعلنت الشركة أنه سيتم استبدال الخط بالجيل التالي من مرسيدس-بنز الفئة- أس، موديل W222، المقرر طرحه في عام 2014، ولا سيما قاعدة العجلات الطويلة أس كلاس بولمان. قال مسؤول تنفيذي لصحيفة فرانكفورت أن «دايملر توصلت إلى استنتاج مفاده أن فرص مبيعات علامة مرسيدس كانت أفضل من مايباخ».

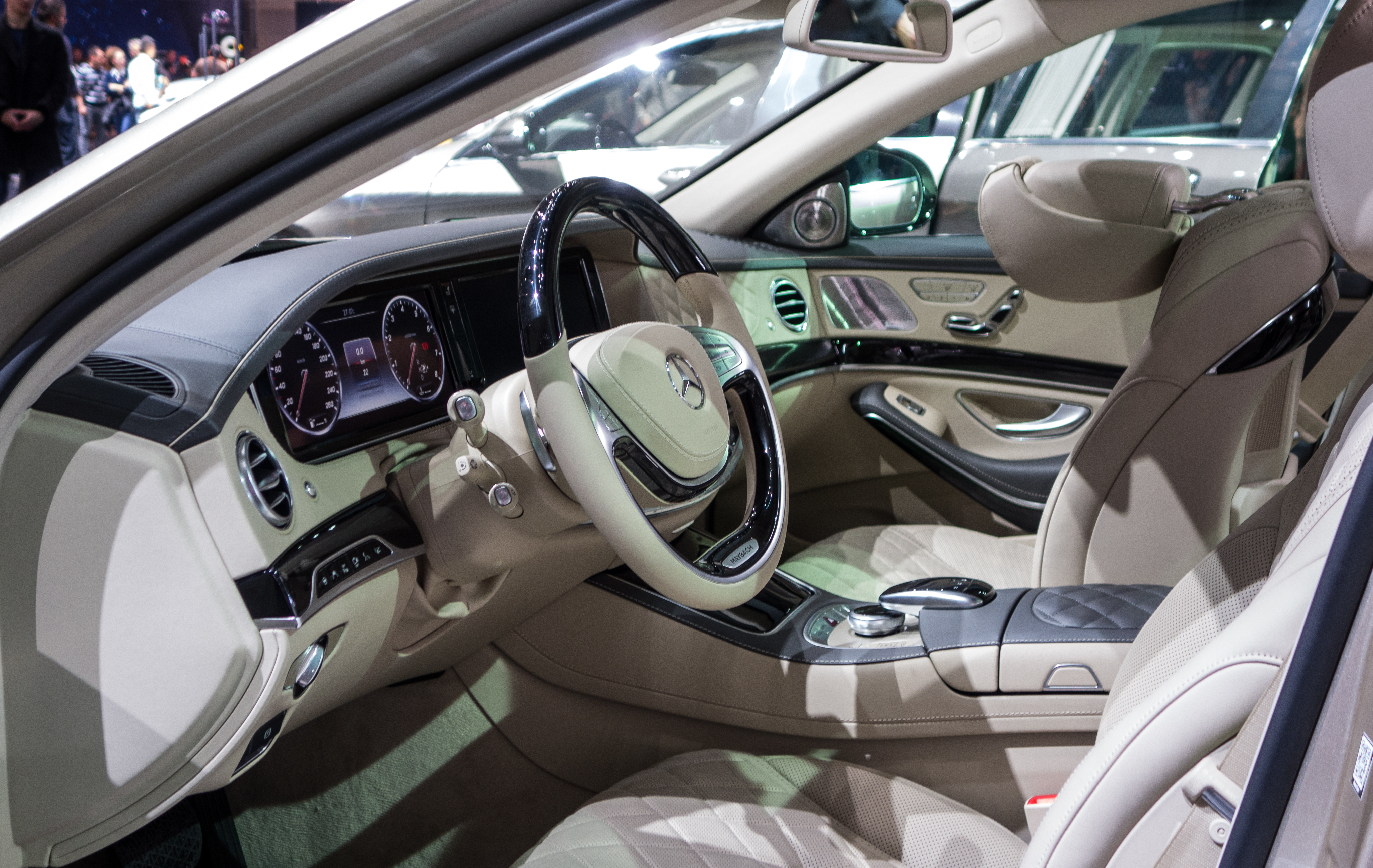
مايباخ أس 600 من الداخل

### مرسيدس مايباخ
في نوفمبر 2014، أعلنت دايملر عن إحياء اسم مايباخ كعلامة تجارية فرعية لسيارة مرسيدس بنز أس كلاس (W222)، تم وضعها كإصدار راقٍ شبيه بالعلامة التجارية الفرعية مرسيدس أي أم جي الأكثر رياضية. تحسبا لإطلاقها في أبريل 2015، تم الكشف عن السيارة الرائدة مرسيدس مايباخ أس600 في معارض السيارات في لوس أنجلوس، الولايات المتحدة، وقوانغتشو، الصين، ونموذج الإنتاج في معرض جنيف للسيارات 2015. خلال عملية شد الواجهة، أعيد تصميم أس 500 وأس 550 أس 560 وتمت إعادة تسمية الرائد أس 650.
تم تجميع النموذج على نفس خط سينديلفينجين المستخدم في الفئة أس، وهو موجه ضد بنتلي مولسان ورولز رويس فانتوم. يبلغ طوله 5.453 متراً (17.89 قدماً) مع قاعدة عجلات تبلغ 3.365 متراً (11.04 قدماً) (132.5 بوصة)، وهو أطول بحوالي 20 سم (7.9 بوصة) من طرازات الفئة أس ذات قاعدة العجلات الطويلة. ستتوفر مرسيدس-مايباخ في طرازي أس 500 (أس 550 في الولايات المتحدة) وأس600، مع دفع رباعي اختياري مع محرك V8. التسارع من 0 إلى 60 ميلاً في الساعة (من 0 إلى 97 كم / ساعة) في 5.0 ثانية.[بحاجة لمصدر] تحتوي السيارة الأساسية على العديد من خيارات إنهاء الألوان والاختيار بين مقعد خلفي بثلاثة مقاعد أو مقعدين متكئين. تشمل الخيارات: مقاعد مكيفة ومدفأة ومساج، مساند للذراعين ساخنة  نظام لضخ الهواء المؤين المعطر حول المقصورة؛ ونظام الصوت المحيطي 3D بورميستر بقدرة 1540 وات مزود بـ 24 مكبر صوت. بدأ تجميع أس500 مايباخ في بيون، الهند، في سبتمبر 2015، مما جعل الهند ثاني دولة تنتج سيارة مايباخ.

### مفهوم مايباخ
أول سيارة مفهوم من مرسيدس مايباخ هي فيجن مرسيدس - مايباخ 6، كوبيه كبيرة ببابين مع مجموعة دفع كهربائية بالكامل  تم الكشف عن النموذج في 2016 بيبل بيتش كونكور ديليغان.

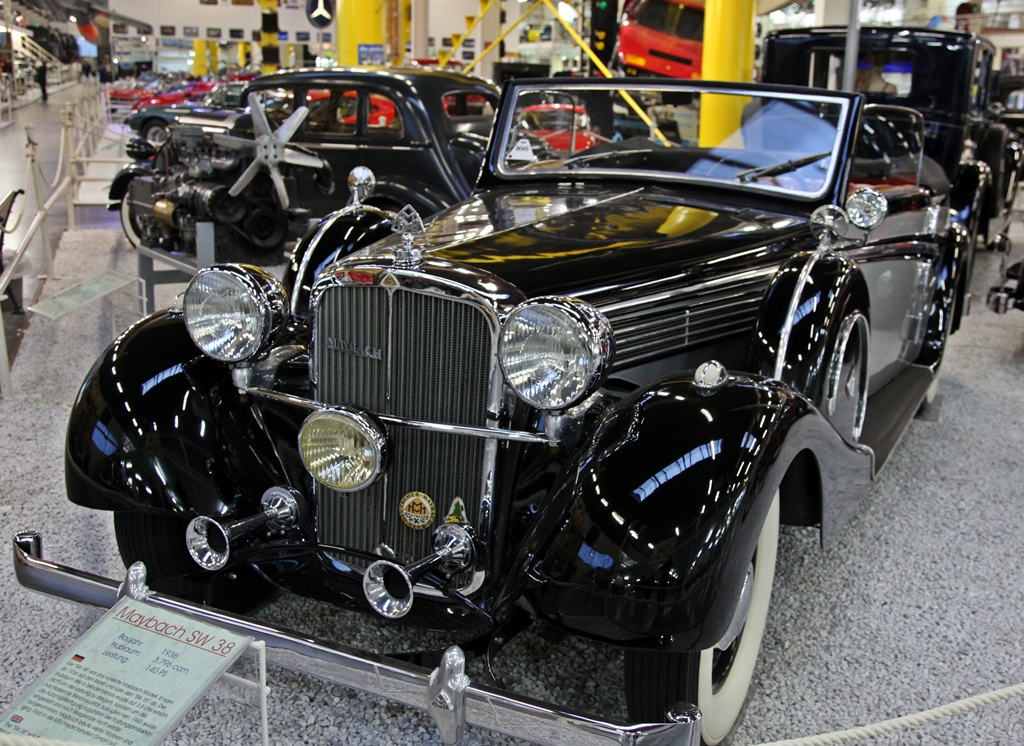
مايباخ 1939

## الموديلات

### قبل الحرب
1919 مايباخ دبليو 1: اختبار السيارة بناءً على هيكل دي أم جي
1921 مايباخ دبليو 3: أول مايباخ، معروض في معرض برلين للسيارات. ظهرت بقوة 70 حصان (52 كيلو واط) 5.7 لتر بستة محاور.
1926 مايباخ دبليو 5: 7 لتر إن لاين، 120 حصان (89 كيلو واط)
1929 مايباخ 12 : في 12 مقدمة لـ DS7 / 8
1930 مايباخ: دي أس أتش («نصف أسطوانة اثني عشر») 1930–37
1930 مايباخ دي أس7 زيبلين: 7 لتر V12 150 حصان (112 كيلو واط)
1931 مايباخ دبليو 6: نفس محرك دبليو 5، قاعدة عجلات أطول.  1931 - 1933
1931 مايباخ دي أس 8 زيبلين: 8 لتر V12 200 حصان (150 كيلو واط)
1934 مايباخ دي أس جي دبليو 6: تتميز بنظام نقل مضاعف مضاعف.
1935 مايباخ SW35: 3.5 لتر 140 حصان (104 كيلو واط)
1936 مايباخ SW38: 3.8 لتر 140 حصان (104 كيلو واط)
1939 مايباخ SW42: 4.2 لتر 140 حصان (104 كيلو واط)
1945 مايباخ JW61: 3.8 لتر 145 حصان (108 كيلو واط)
2 كانت المحركات الستة المضمنة سعة 5.7 لتر التي تم تصميمها وطلبها من قبل سبايكر. لم يتم شراء كل شيء، واضطر كارل إلى صنع سيارات تتميز بالمحركات لتعويض التكاليف.
تم بناء حوالي 1800 مايباخ قبل الحرب العالمية الثانية.

### المحركات

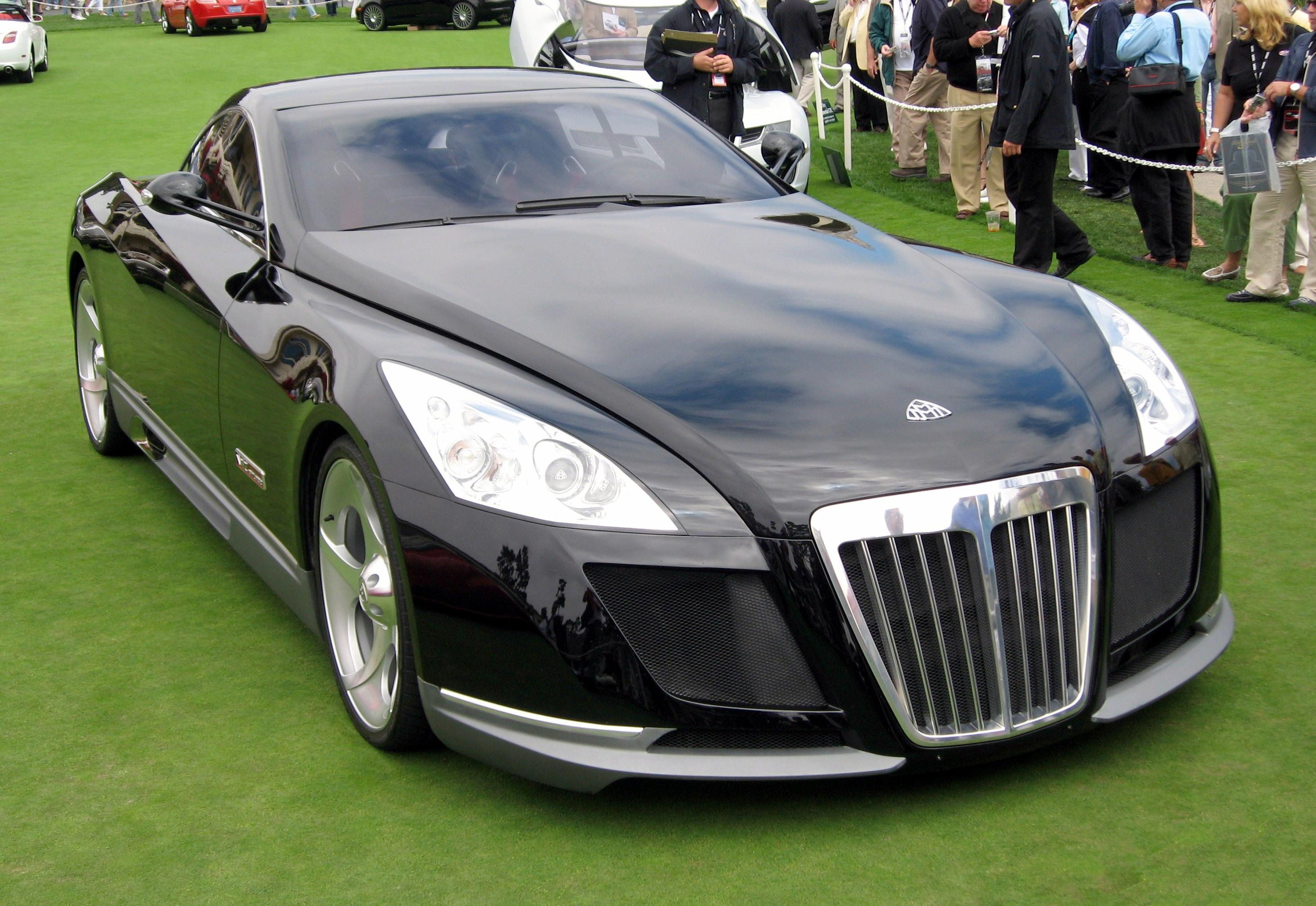
مايباخ اكسيليرو

مايباخ 120إتش إل
مايباخ 116إتش إل
مايباخ 210إتش إل
مايباخ 230إتش إل

### بعد التجديد
2002 مايباخ 57 و62
2005 مايباخ إكسيليرو (النموذج الأولي المعروض في IAA في فرانكفورت)
2005 مايباخ 57 أس (S ترمز إلى خاص (Special) خاص بدلاً من سبورت (Sport))

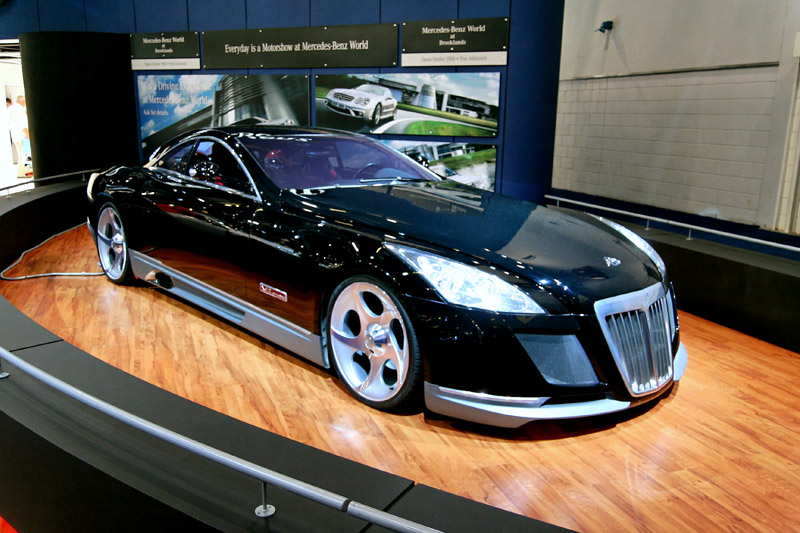
مايباخ اكسيليرو

2006 مايباخ 62 أس
2007 مايباخ 62 لانداوليت
2009 مايباخ 57 و62 "زيبلين"
2011 مايباخ الحرس
2014 مرسيدس مايباخ أس 600
2015 مرسيدس مايباخ أس 500
2015 مرسيدس مايباخ أس 600 بولمان
2016 مرسيدس-مايباخ أس 650 كابورليه
2017 مرسيدس مايباخ أس 550
2017 مرسيدس مايباخ أس 650
2017 مرسيدس مايباخ جي 650 لانداوليت
2019 مرسيدس مايباخ جي أل أس 600

### الأداء
مايباخ 57 من 0 إلى 60 ميل في الساعة (من 0 إلى 97 كم / ساعة) في حوالي 5.1 ثانية؛
مايباخ 62 و57 أس، حوالي 4.8 ثانية؛
مايباخ 62 إس ولاندوليت في 4.5 ثانية. هذا التسارع السريع جدير بالملاحظة للسيارات التي يزيد وزنها عن 6000 رطل (2.7 طن متري).
تعتبر سيارات مايباخ بشكل عام قوية للغاية:
57 لديها 518 حصان (386 كيلوواط، 525 حصان)
57 أس، 559 حصان (417 كيلوواط، 567 حصان)
62، 570 حصان (425 كيلوواط، 578 حصان)
62 أس، 612 حصان (456 كيلوواط، 620 حصان)
لانداوليت، 633 حصان (472 كيلوواط، 642 حصان)

### الميزات
تشمل خيارات مايباخ 62 و62 أس مقاعد خلفية كهربائية يمكن ضبطها على 18 وضعية (استبدال 14 وضعية)، وستائر جانبية كهربائية ومظلة خلفية، ومقاعد خلفية مبردة، وسماعات رأس لاسلكية، وفتحة سقف كهربائية بانورامية مع لوحة شمسية للتهوية خارج السيارة (استبدال خيارين  فتحة سقف كهربائية) وقسم داخلي مزود بالكهرباء، مقسم زجاجي كهربائي.

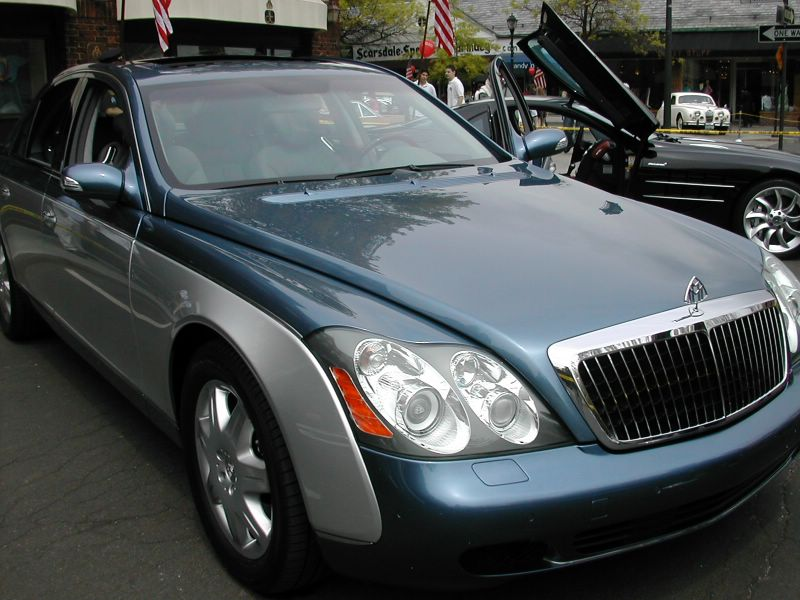
مايباخ 57

## المبيعات
| السنة | الولايات المتحدة |
| ----- | ---------------- |
| 2003  | 166              |
| 2004  | 244              |
| 2005  | 152              |
| 2006  | 146              |
| 2007  | 156              |
| 2008  | 119              |
| 2009  | 66               |
| 2010  | 63               |

وقد أعلنت الشركة الأم دايملر في نوفمبر 2020 أنها تخطط لمضاعفة مبيعاتها، على خلفية الطلب الصيني القوي، حيث تستخدم السيارة كسيارة ليموزين.

## المعرض

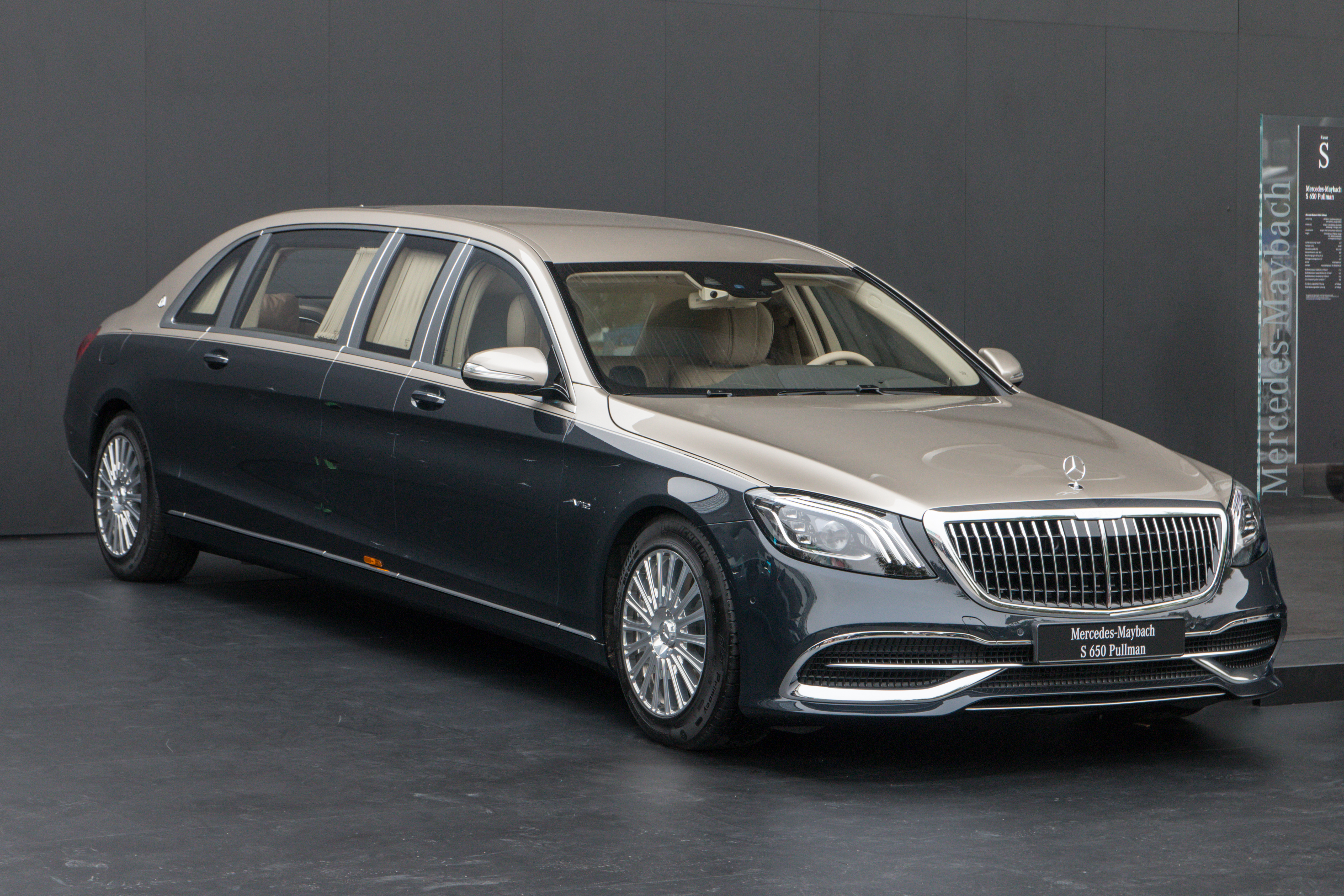
مايباخ بولمان 222 (2019)
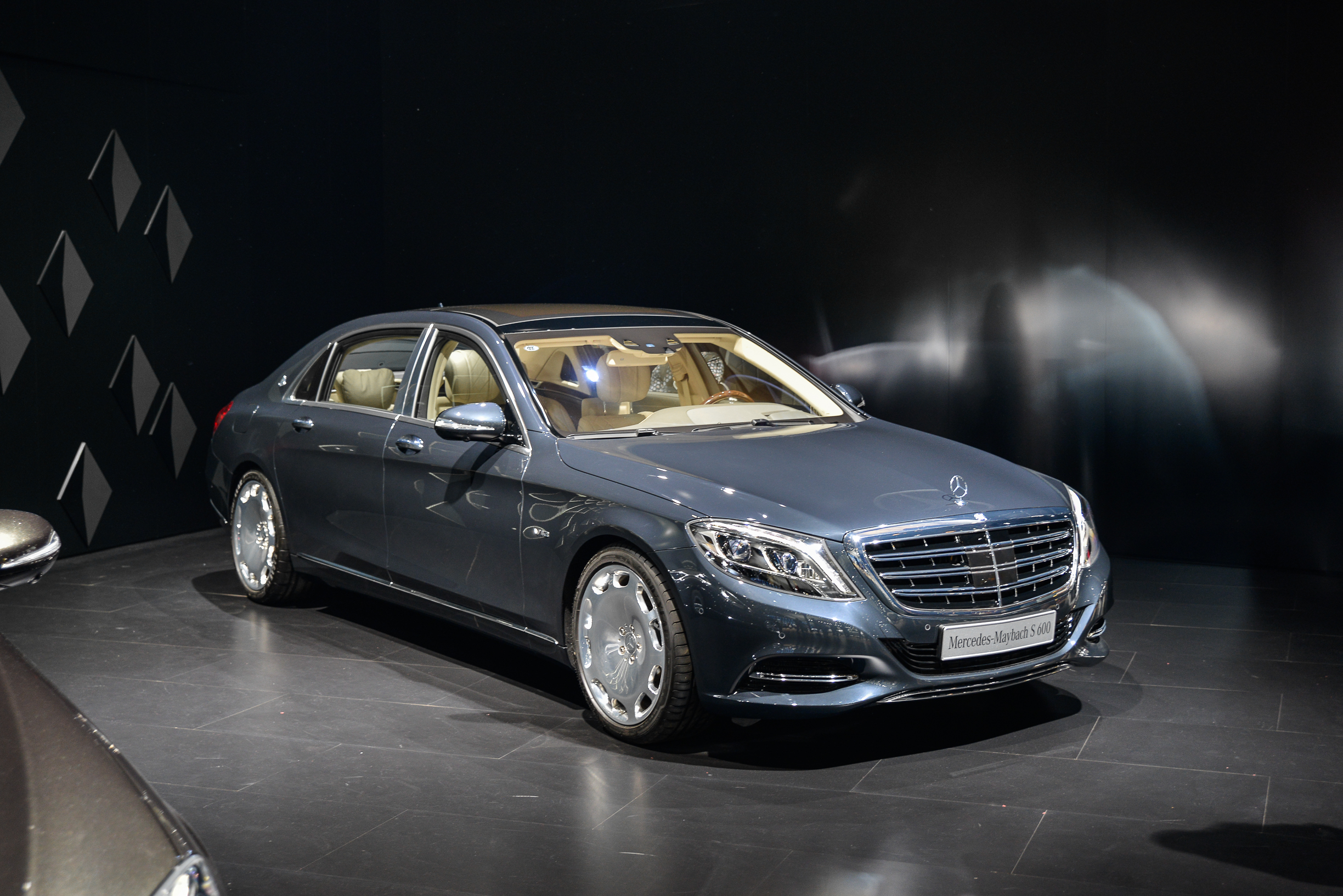
مايباخ أس 600
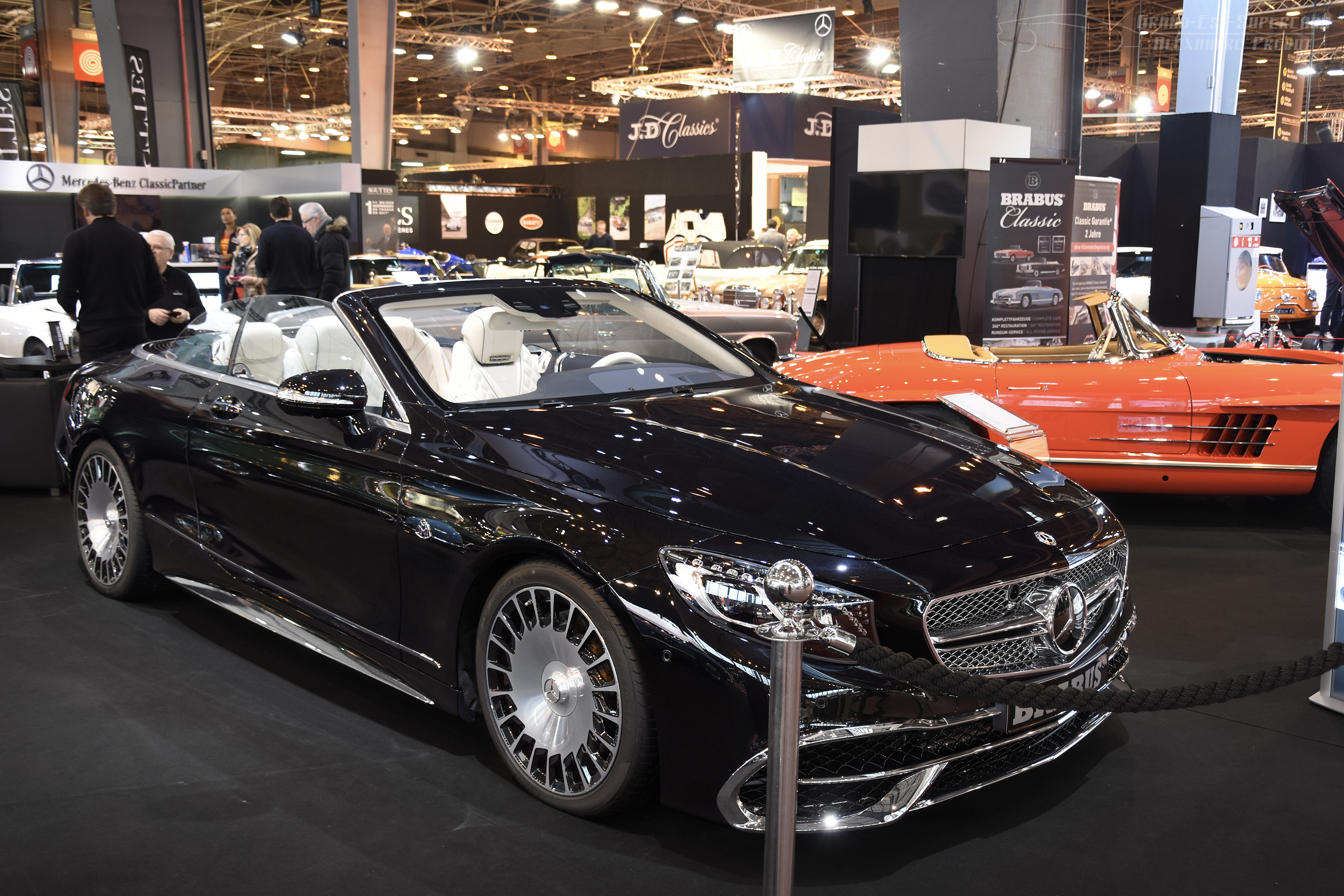
مايباخ أس 560
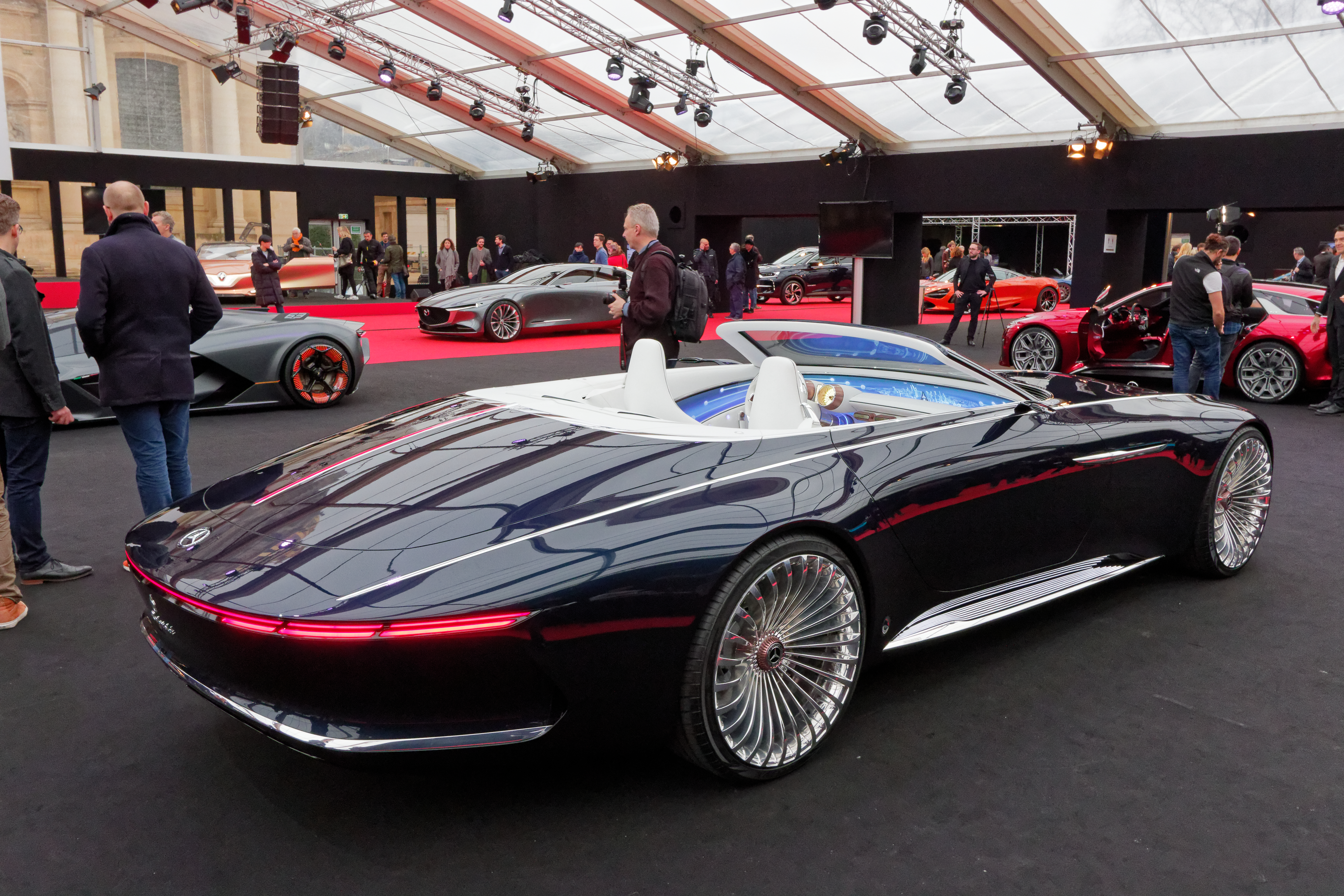
مايباخ (2018)
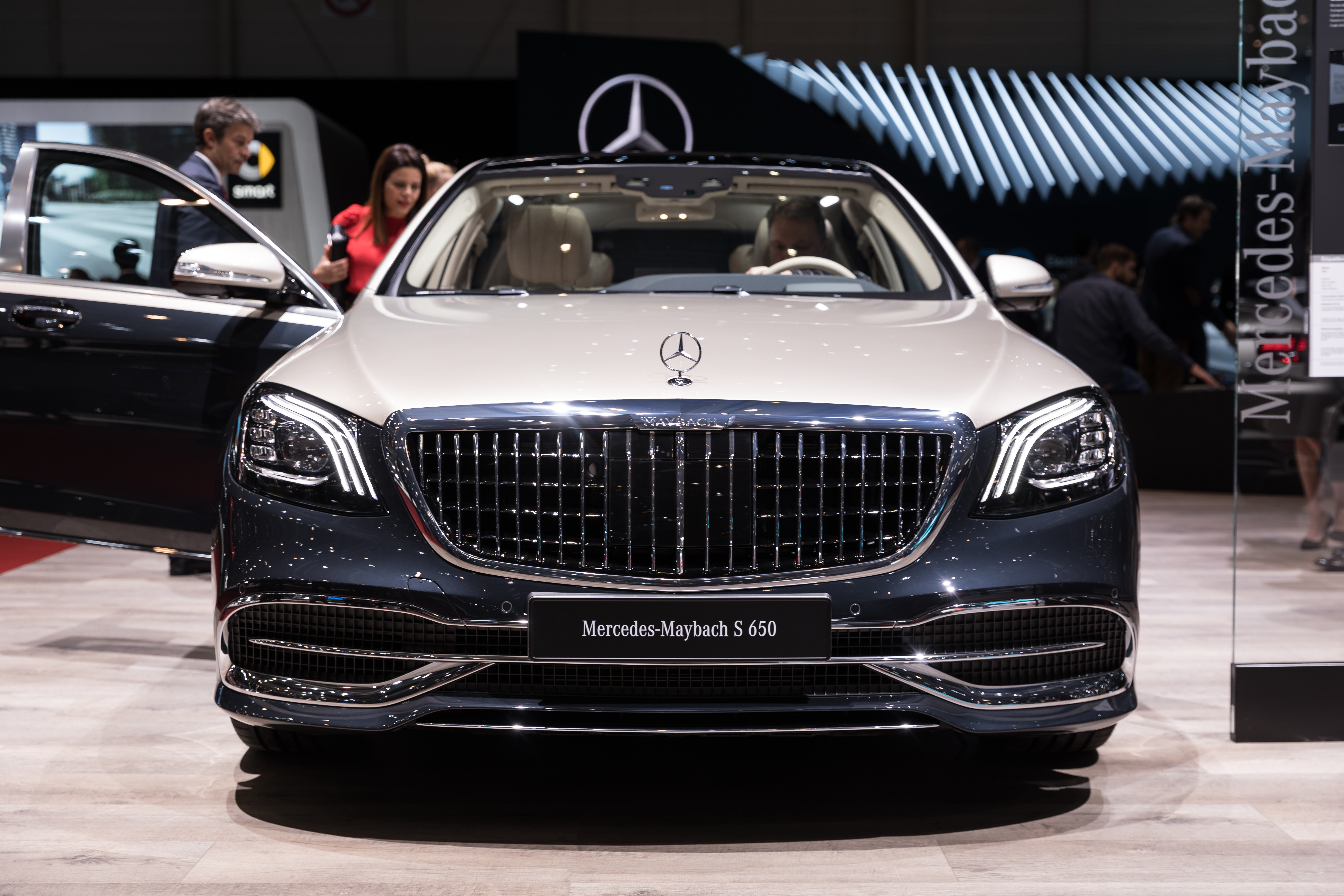
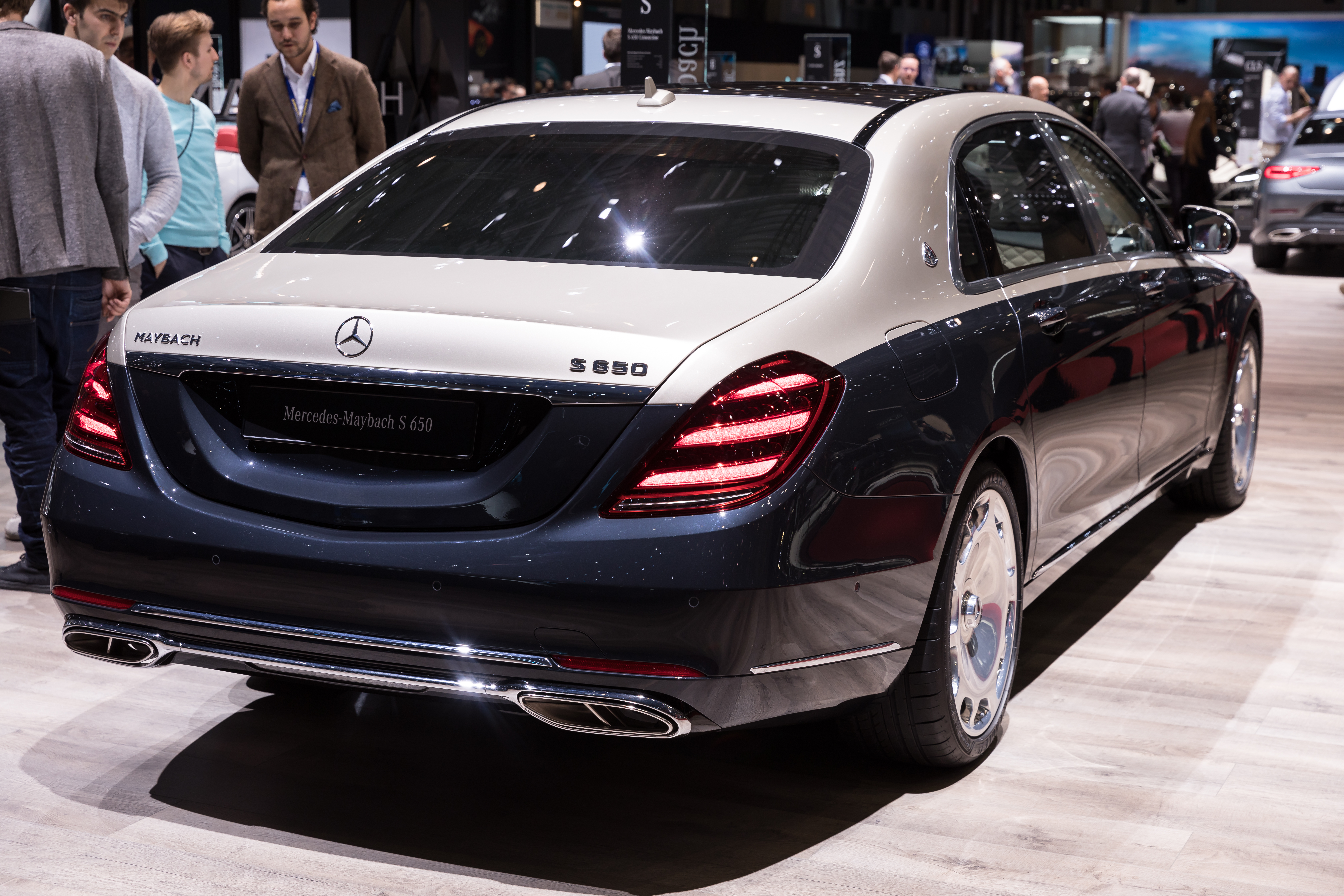
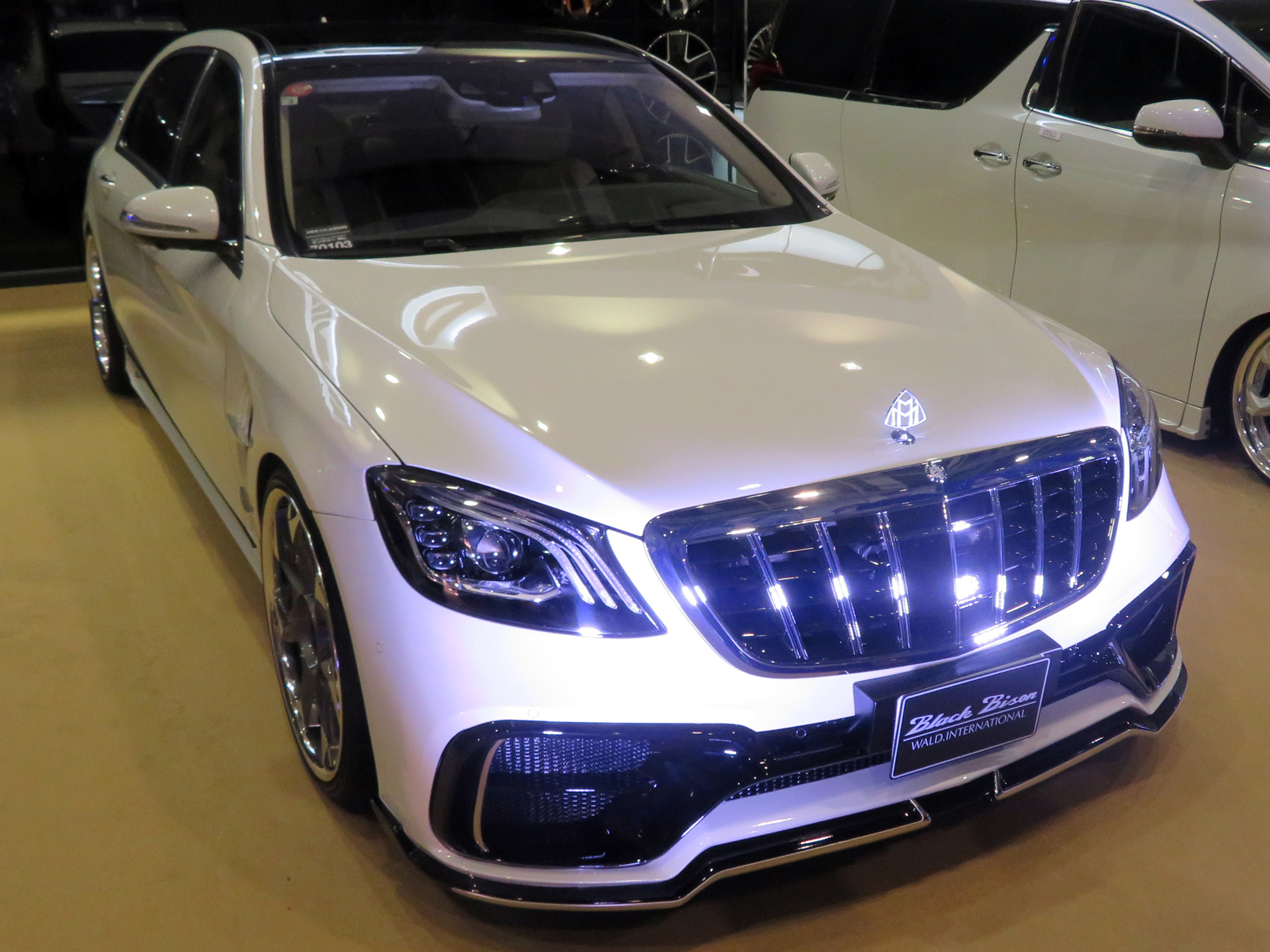
مايباخ (2020)
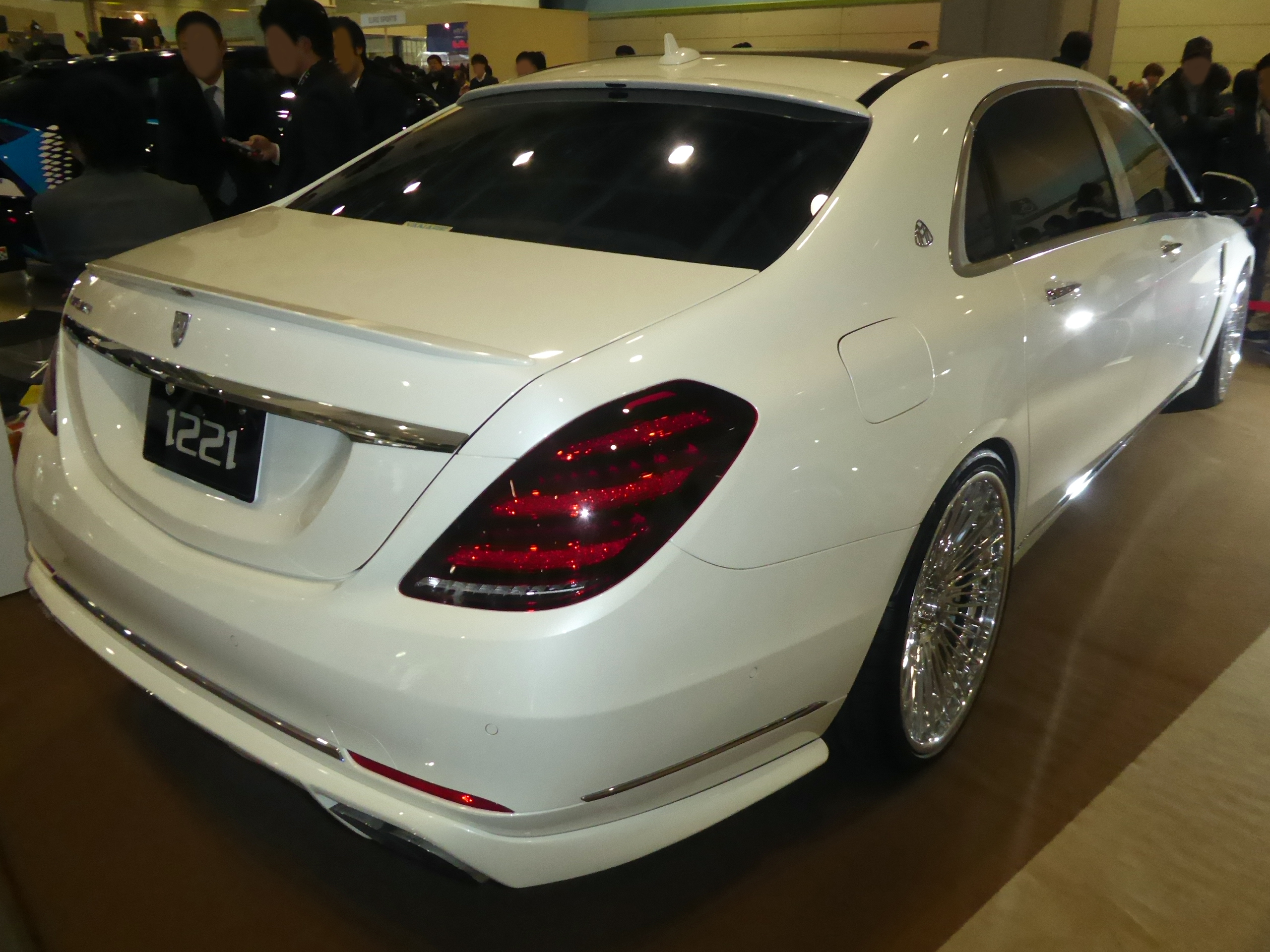
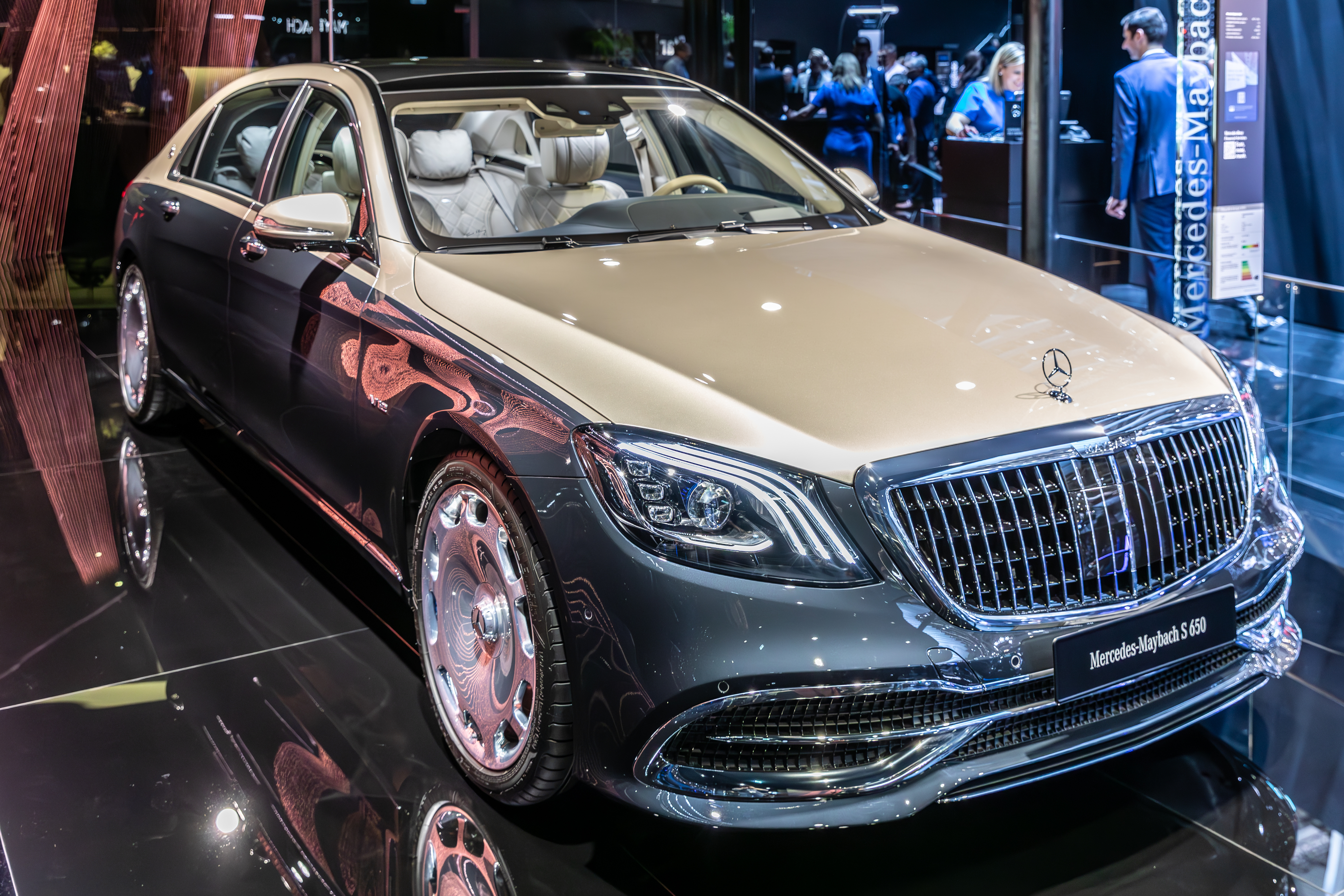
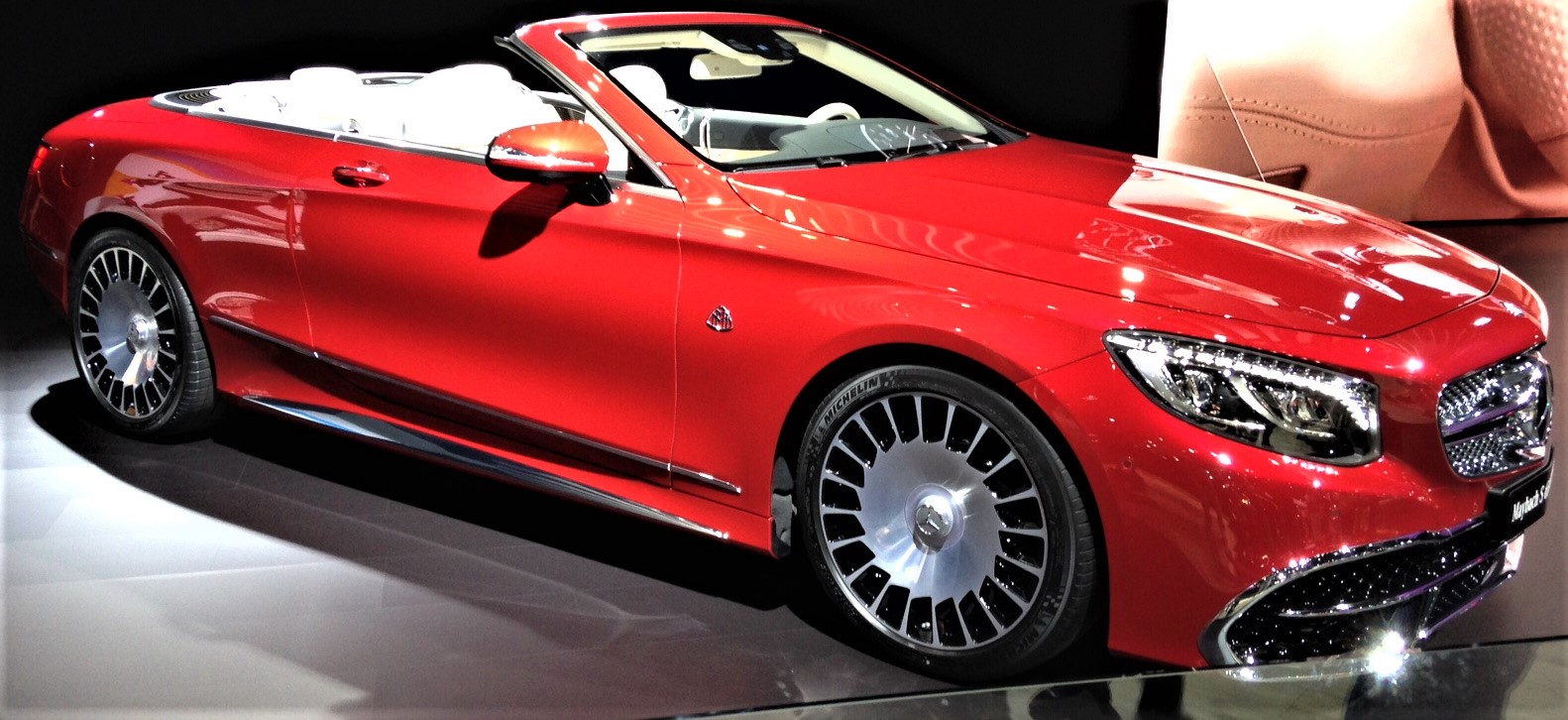
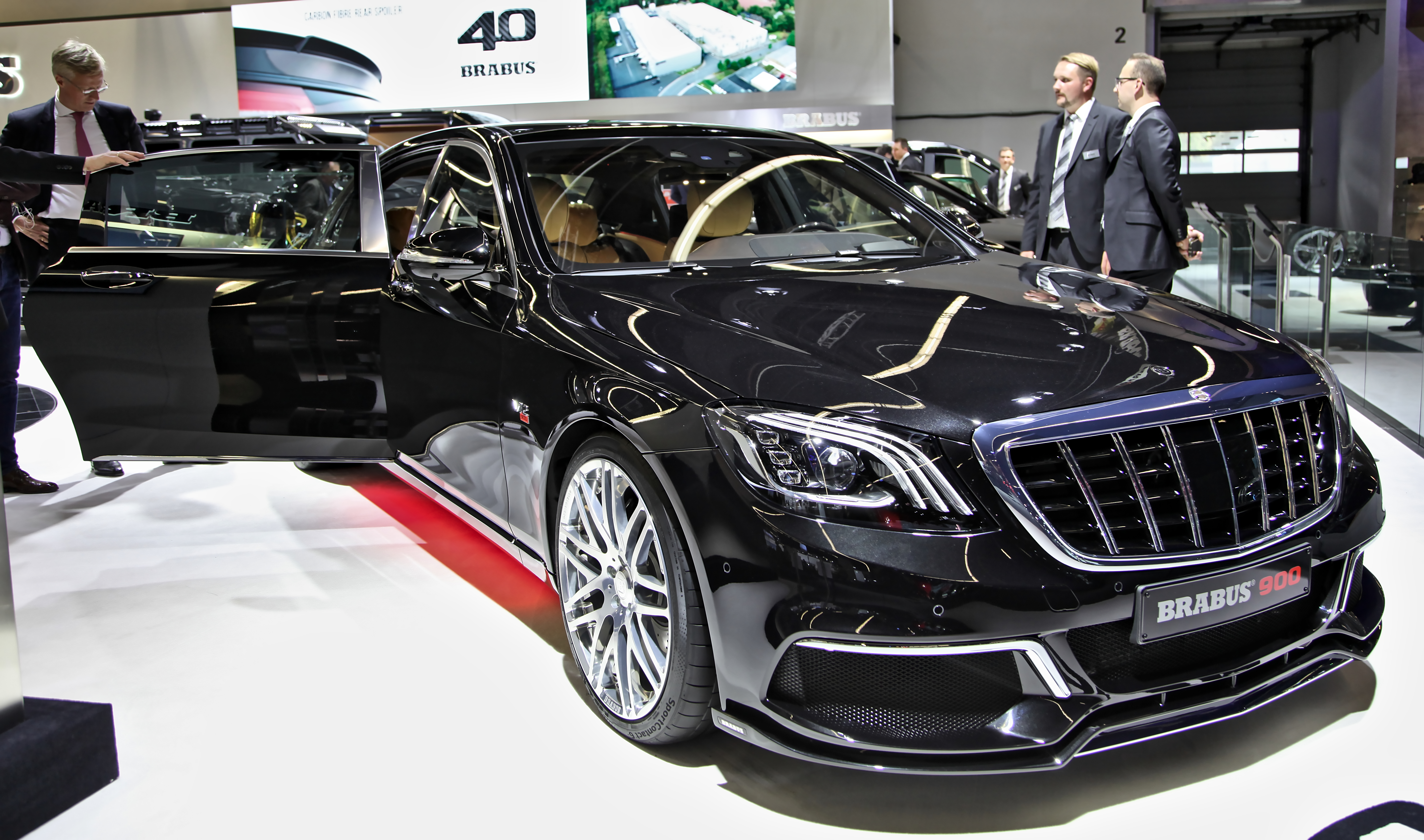

## ذات صلة
قائمة السيارات الألمانية
مؤسسة مايباخ
مايباخ الأول والثاني، وهما مجمعا مخابئ للحرب العالمية الثانية يحملان اسم المحركات
متحف سيارات مايباخ التاريخية

## روابط خارجية
تحتوي الخزائن على عجلة احتياطية من ميكانيكا شعبية (أكتوبر 1932) سيارة مبسطة تم صنعها بالتعاون مع مهندسي يونكرز، بنيت واحدة فقط.
مايباخ أس 600 و900، كل شيء عن السيارات، 2016.
استعراض العلامة التجارية مايباخ

## سيارات مايباخ
- مايباخ 62 2002
- مايباخ 57 2002
- مايباخ 57 S 2005
- مايباخ 62 S 2011
- مايباخ 2014 S650
- مايباخ 2017 فيجين 6